# Liste der Monuments historiques in Grémecey
Die Liste der Monuments historiques in Grémecey führt die Monuments historiques in der französischen Gemeinde Grémecey auf.

## Liste der Objekte
| Bezeichnung                        | Beschreibung                          | Standort                    | Kennzeichnung | Schutzstatus | Datum | Bild |
| ---------------------------------- | ------------------------------------- | --------------------------- | ------------- | ------------ | ----- | ---- |
| Skulptur Sitzende Madonna mit Kind | Holz, farbig gefasst, 14. Jahrhundert | in der Kirche St-Vit (Lage) | PM57000076    | Classé       | 1984  |      |